# Jamal (namn)

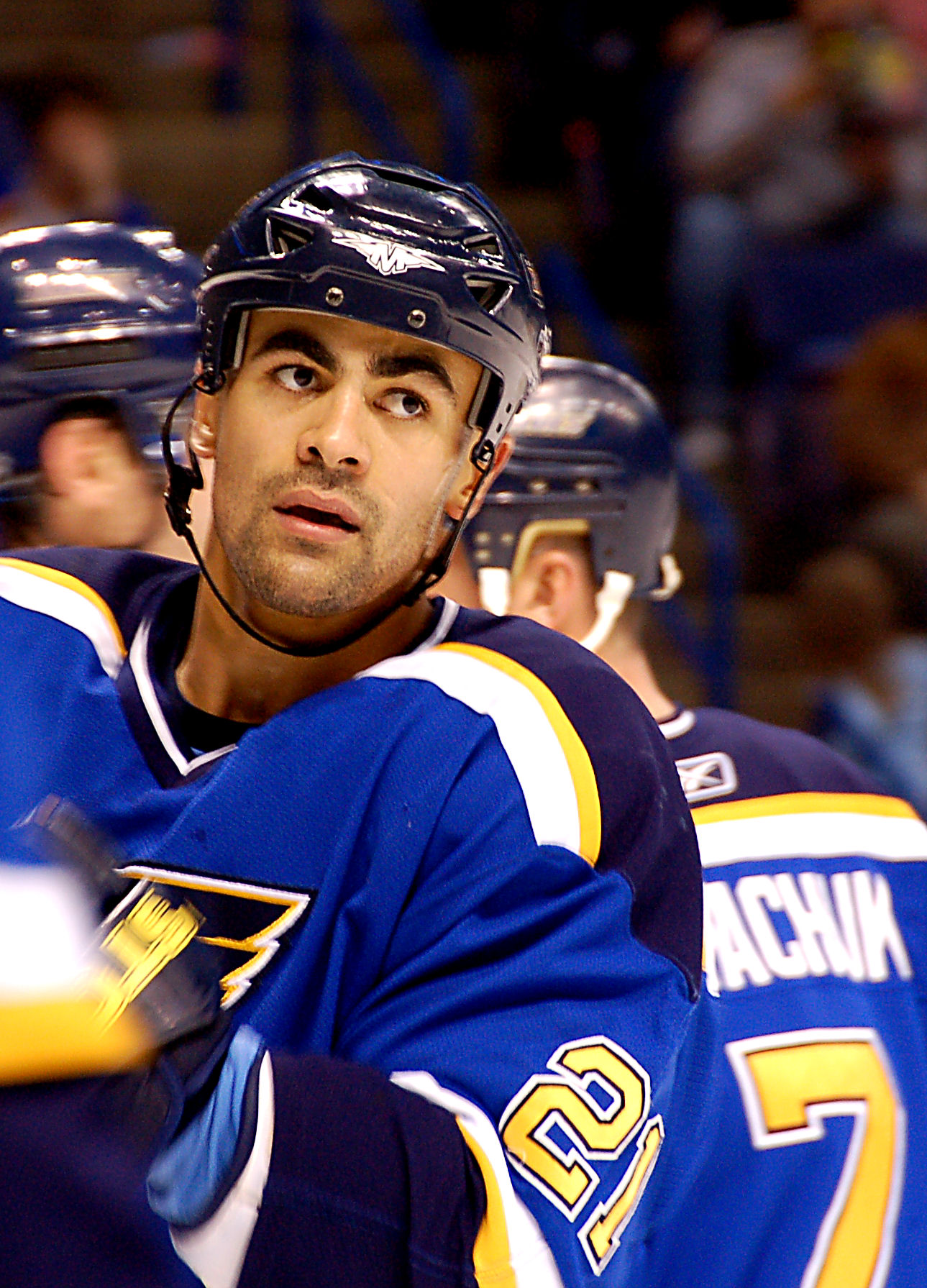
Jamal Mayers, 2006.

Jamal, också i formen Jamil är ett arabiskt mansnamn som betyder vacker. Jamala och Jamila är de kvinnliga versionerna av namnet, men även kvinnor kan heta Jamal.
I Sverige finns 1016 män och 305 kvinnor som bär namnet Jamal som förnamn.

## Kända personer vid namn Jamal
- Jamal al-din Asadabadi, islamsk reformist
- Jamal Alioui, marockansk fotbollsspelare
- Jamal Mayers, kanadensisk ishockeyspelare
- Jamal Crawford, basketspelare